# Канунніков Максим Сергійович
Максим Сергійович Канунніков (рос. Максим Сергеевич Канунников, нар. 14 липня 1991, Нижній Тагіл) — російський футболіст, нападник казанського «Рубіна» та національної збірної Росії.
Володар Кубка Росії. 

## Клубна кар'єра
У дорослому футболі дебютував 2009 року виступами за команду клубу «Зеніт», в якій провів три сезони, взявши участь у 32 матчах чемпіонату. 
Згодом з 2011 по 2014 рік грав у складі команд клубів «Том» та «Амкар».
До складу «Рубіна» приєднався 2 червня 2014 року, перейшовши до казанського клубу за 1,5 мільйони євро.

## Виступи за збірні
2009 року дебютував у складі юнацької збірної Росії, взяв участь в одній грі на юнацькому рівні, відзначившись одним забитим голом.
Протягом 2010–2013 років залучався до складу молодіжної збірної Росії. На молодіжному рівні зіграв у 18 офіційних матчах, забив 3 голи.
26 травня 2014 року дебютував в офіційних матчах у складі національної збірної Росії товариською грою проти збірної Словаччини. За декілька днів зіграв у товариському матчі проти збірної Норвегії, після якого був включений до заявки російської збірної для участі у фінальній частині чемпіонату світу 2014 у Бразилії.

## Титули і досягнення
- Чемпіон Росії (2):

«Зеніт»: 2010, 2011-12
- Володар Суперкубка Росії (1):

«Зеніт»: 2011
- Володар Кубка Росії (1):

«Зеніт»: 2009–10